# 比拉马林
比拉马林，是西班牙加利西亚自治区奥伦塞省的一个市镇。总面积56平方公里，总人口2194人（2001年），人口密度39人/平方公里。